# Indoparthské království
Indoparthské království založil v 1. století král Gondophares. V době svého největšího rozsahu království zabíralo území dnešního Pákistánu, Afghánistánu a severní Indie. Po většinu doby existence země byla jejím hlavním městem Takšašíla (v dnešním Pákistánu), v posledních letech Indoparthského království však bylo hlavní město přemístěno do Kábulu (dnešní Afghánistán).
Počátky říše sahají do doby kolem roku 20, kdy vazal Arsakovců Gondophares vyhlásil nezávislost na dobytém území a odtrhl se tak od Parthské říše. Avšak již kolem roku 75 byla část království dobyta Kušány a oblast ovládaná Indoparthským královstvím se tak omezila převážně na území dnešního Afghánistánu.